# Elsker dig for evigt
Elsker dig for evigt er en dansk dogmefilm fra 2002, instrueret af Susanne Bier og skrevet af Bier og Anders Thomas Jensen.

## Medvirkende
- Sonja Richter
- Nikolaj Lie Kaas
- Mads Mikkelsen
- Paprika Steen
- Birthe Neumann
- Stine Bjerregaard
- Niels Olsen
- Ulf Pilgaard
- Anders Nyborg
- Ida Dwinger
- Michel Castenholt
- Susanne Juhasz
- Birgitte Prins
- Tina Gylling Mortensen
- Hanne Windfeld

## Genre
"Elsker dig for evigt" er som dogmefilm diskuteret. Argumenter for at det ikke skulle være en dogmefilm er, at der bliver brugt baggrundsmusik, hvilket ikke er tilladt ifølge de meget klare regler for Dogme95-film. Musikken blev skrevet af komponisterne Jesper Winge Leisner og Niels Brinck (under kunstnernavnet Ivory). Musikken blev afspillet i real time under optagelserne, hvilket skulle kunne forsvares. Der blev endvidere udgivet et internationalt soundtrack Open Hearts, skrevet af de to ovennævnte komponister og produceret af Brinck. Soundtrackets sange blev sunget af den fransk/indonesiske sangerinde Anggun.

## Teaterforestilling
I november 2017 premierede Elsker dig for evigt som en moderne dans-forestilling på Takkelloftet på Det Kongelige Teater i København. Forestillingen var en co-produktion mellem Musikhuset Aarhus og dansekompagniet Black Box Dance Company, og forestillingen fik støtte fra Europæisk Kulturhovedstad Aarhus 2017. Koreograf Marie Brolin-Tani stod for koreografien, som blev udført af Black Box Dance Company, og sangerinde og sangskriver Pernille Rosendahl leverede musikken til forestillingen.